# محمد إسلام بالخير
محمد إسلام بالخير (بالفرنسية: Mohamed Islam Belkhir)‏ (من موليد 16 مارس 2001 في وهران) هو لاعب كرة قدم جزائري يلعب في نادي شباب بلوزداد في الرابطة الجزائرية المحترفة الأولى ومنتخب الجزائر تحت 23 سنة لكرة القدم.

## روابط خارجية
- محمد إسلام بالخير على موقع قاعدة بيانات كرة القدم.إي يو (الإنجليزية)
- محمد إسلام بالخير على موقع Soccerway.com (الإنجليزية)